# ابرسبورگ
ابرسبورگ (به آلمانی: Ebersburg) یک شهر در آلمان است که در فولدا واقع شده‌است. ابرسبورگ  ۴٬۵۸۳ نفر جمعیت دارد.